# Yang Erche Namu
Yang Erche Namu est une chanteuse et femme de lettres chinoise d'origine moso, née en 1966 dans la province du Yunnan, en Chine.

## Biographie
Yang Erche Namu est née autour de l'année 1966 dans un village moso situé au bord du lac Lugu, dans la province du Yunnan, en Chine, perché à 2 700 mètres d'altitude. Elle-même ignore précisément quand elle est née. Elle estime être née le 25 août 1966, avec une marge d'erreur possible de 1 ou 2 ans. Elle ignore même son nom de famille. Surnommée par sa mère Erche Namu, qui signifie "Trésor Princesse", en dialecte moso, elle a dû se choisir un nom au hasard : Yang. Mais tout le monde continue de l'appeler Namu,.
Namu a grandi dans une communauté moso dans les montagnes du Yunnan à 2 700 mètres d'altitude. Vers l'âge de 8 ans, elle vit avec son oncle pour garder des yacks dans la montagne. Elle retourne chez sa mère à 13 ans, âge où traditionnellement, une jeune fille à sa "chambre des fleurs" pour devenir une femme.
Après la "cérémonie de la jupe", en 1983, elle est remarquée à sa voix par des ethnologues chinois, de passage dans son village pour enregistrer des chants traditionnels. Elle passe ensuite une audition de chant dans la ville de Yanyuan, puis débarque à Shanghaï pour étudier la musique. Elle devient alors chanteuse, mais aussi mannequin, et devient une star en Chine. Elle voyage un peu partout dans le monde, vit entre Pékin, Rome et San Francisco.
Son rêve de devenir célèbre et de découvrir le monde s'est donc réalisé. Son visage apparaît un peu partout dans les presses chinoises, et anime aussi une émission de télévision musicale.
Voulant faire connaître la culture moso aux restes du monde, elle transforme son village en une réserve folklorique vendue aux touristes. Malgré le difficile accès du territoire, 500 000 touristes, en 2011, ont visité sa région natale et le lac Lugu.
Devenue femme de lettres, elle écrit plusieurs livres sur son peuple. En 2005 notamment, elle écrit en collaboration avec l'anthropologue Christine Mathieu, un livre intitulé Adieu au lac Mère, parue aux éditions Calmann-Lévy. Ce livre qui a également été publié en France, lui a permis de gagner en notoriété dans le pays.
Elle habite aujourd'hui à Lijiang où elle possède un commerce.